# Wang Čchen
Wang Čchen (čínsky pchin-jinem Wáng Chén, znaky 王晨; * 2. prosince 1950) je bývalý čínský komunistický novinář a politik, člen politbyra (2017–2022) a první místopředseda stálého výboru Všečínského shromáždění lidových zástupců (2018–2023). Předtím vykonával funkci místopředsedy a generálního sekretáře Všečínského shromáždění lidových zástupců (2013–2018), řídil deník Žen-min ž’-pao, Informační úřad Státní rady, působil v oddělení publicity ÚV KS Číny.

## Život
Wang Čchen se narodil roku 1950 v Pekingu; roku 1969 vstoupil do Komunistické strany Číny. V letech 1970–1974 byl zaměstnancem stranického aparátu na okresní a prefekturní úrovni v provincii Šen-si, poté pracoval jako reportér novin Kuang-ming ž’-pao. V letech 1979–1982 studoval žurnalistiku na Čínské akademii sociálních věd. Poté se vrátil do Kuang-ming ž’-pao, kde stoupal ve funkcích až po šéfredaktora (1995–2000).
Roku 2000 přešel do stranického aparátu na místo zástupce vedoucího oddělení publicity ÚV KS Číny. Následujícího roku byl přeložen do funkce šéfredaktora stranického deníku Žen-min ž’-pao, roku 2002 povýšil na ředitele Žen-min ž’-pao. Delegáti XVI. sjezdu KS Číny v listopadu 2002 ho zvolili členem ústředního výboru, znovuzvolen byl na sjezdech v letech 2007, 2012 a 2017. Roku 2008 se vrátil na místo zástupce vedoucího oddělení publicity ÚV KS Číny, současně řídil Informační úřad Státní rady a Mezinárodní informační úřad ÚV KS Číny.
V březnu 2013 byl zvolen generálním sekretářem a místopředsedou stálého výboru Všečínského shromáždění lidových zástupců (parlamentu). Po XIX. sjezdu KS Číny v říjnu 2017 byl ústředním výborem zvolen členem politbyra, následně v březnu 2018 potvrzen ve funkci místopředsedy Všečínského shromáždění lidových zástupců, přičemž mezi místopředsedy byl prvním.
Na následujícím XX. sjezdu KS Číny v říjnu 2022 již nebyl zvolen do ústředního výboru a v březnu 2023 odešel i z parlamentu.